# Карамель (фильм)
«Карамель» (фр. Caramel) — французско-ливанский фильм 2007 года, дебютная работа режиссёра и актрисы Надин Лабаки. Премьера фильма состоялась 20 мая 2007 года на Каннском Кинофестивале.

## Сюжет
Романтическая мелодрама рассказывающая о жизни шести бейрутских женщин. Четверо работают в салоне красоты: Нисрин, помолвленная, готовится к свадьбе; Ямаль, разведённая, мать подростков, неудачливая актриса; Рима, всегда в брюках, увлечённая Сихам, улыбчивой клиенткой; Лайаль, влюблённая в женатого мужчину. Также Роза, швея среднего возраста, которая заботится о Лили, одинокой и страдающей слабоумием женщине.

## В ролях
- Надин Лабаки — Лайаль
- Ясмин Эл Массри — Нисрин
- Джоэнна Мукарзел — Рима
- Гизель Ауад — Ямаль
- Адель Карам — Юсеф
- Сихам Хадад — Роза
- Азиза Семаан — Лили

## Съёмочная группа
- Режиссёр — Надин Лабаки
- Сценарист — Надин Лабаки, Родни Эль Хадад, Джихад Ходжели
- Продюсер — Анн-Доминик Туссэн, Стефани Рига, Реми Бура, Рафаэль Бергудо
- Оператор — Ив Сехнауи
- Композитор —  Халед Музанар
- Художник по костюмам —  Каролин Лабаки

## Саундтрэк
- «Succar Ya Banat» — Racha Rizk
- «Mreyte Ya Mreyte» — Racha Rizk

## Художественные особенности
- В титрах к фильму показана карамель, использующаяся как средство эпиляции. Массу делают по восточному способу, смешивая сахар, лимон и воду. «Это тоже идея кисло-сладкого, горького, прелестного сахара, который способен обжигать и действовать болезненно», указывается постановщиками.
- Все женщины фильма — за исключением Надин Лабаки — непрофессиональные актрисы.
- В фильме нигде не упоминается война. Съёмка фильма заканчивается за несколько дней до начала израильско-ливанского конфликта 2006 года.
- Художник по костюмам, Каролин Лабаки, является сестрой Надин Лабаки. А композитор, Халед Музанар, будущий муж Надин.
- Съёмка началась 20 мая 2006 года, а закончилась 2 июля 2006 года. Война разразилась спустя несколько дней и постпродакшн начался в Париже.

## Награды и номинации
Фильм получил 5 международных наград:
- Oslo Films from the South Festival (2007):
  - Films from the South Award — Best Feature Nadine Labaki
- Международный кинофестиваль в Сан-Себастьяне (2007)[1]:
  - Приз зрительских симпатий — Надин Лабаки
  - Sebastian Award — Надин Лабаки
  - Приз молодёжного жюри — Надин Лабаки
- Stockholm Film Festival (2007)[2]:
  - FIPRESCI Prize — Надин Лабаки

Номинации:
- Asia Pacific Screen Awards (2007):
  - Лучший фильм
  - Achievement in Directing
  - Best Performance by an Actress
- Ассоциация кинокритиков Аргентины (2009):
  - Лучший иностранный фильм, не на испанском языке
- Satellite Awards (2008):
  - Best Motion Picture, Foreign Language Film